# Ernest Hirschlaff Hutten
Ernest Hirschlaff Hutten, gebürtig Ernst Hirschlaff (* 23. November 1908 in Berlin; † 8. Januar 1996), war ein deutsch-britischer Physiker und Wissenschaftsphilosoph.

## Leben und Tätigkeit
Hutten wurde als Ernst Hirschlaff in Berlin als Sohn einer jüdischen Familie geboren. Sein Vater fiel im Ersten Weltkrieg. Nach dem Schulbesuch studierte Hirschlaff Physik. 1932 promovierte er mit einer Arbeit über Jod und Tellur.
Nach der Machtergreifung der Nationalsozialisten im Frühjahr 1933 wurde er aufgrund seiner Betätigung in antifaschistischen Gruppen verhaftet und zeitweise in Spandau in Schutzhaft genommen. Nach seiner Freilassung ging er nach Großbritannien, wo er eine Anstellung als Forscher am Physical Chemistry Laboratory der Cambridge University fand. Dort war er bis 1935 unter Ernest Rutherford tätig. 1936 wechselte er ins Royal Society Mond Laboratory.
Um 1937, nach dem Tod Rutherfords, ging Hirschlaff, der seinen Namen inzwischen in Ernest Hirschlaff Hutten geändert hatte, in die Vereinigten Staaten. Von 1942 bis 1947 war er an der University of Chicago tätig. Während seines USA-Aufenthaltes arbeitete er unter anderem mit Einstein und Schrödinger zusammen.
Ende der 1930er Jahre geriet Hutten ins Visier der nationalsozialistischen Polizeiorgane, die ihn als wichtige Zielperson einstuften: Im Frühjahr 1940 setzte das Reichssicherheitshauptamt in Berlin ihn auf die Sonderfahndungsliste G.B., ein Verzeichnis von Personen, die im Falle einer erfolgreichen deutschen Invasion Großbritanniens durch die Sonderkommandos der SS-Einsatzgruppen mit besonderer Priorität ausfindig gemacht und verhaftet werden sollten.
1947 kehrte er nach Großbritannien zurück, wo er eine Anstellung als Dozent an der University of London erhielt. Eine Beschäftigung im US-amerikanischen Atomwaffenprogramm hatte er aus Prinzipiengründen abgelehnt.
1957 erhielt Hutten den Rang eines University Readers. 1970 wurde Hutten der Titel eines Professor of Theoretical Physics verliehen. 1977 ging er als Emeritus Professor in den Ruhestand.
Huttens Forschungsschwerpunkte waren die nicht-linearen Theorien der Optik und der Quantenmechanik.

## Schriften
- Ueber die Absorptionsbanden von Jod und von Tellur: Die Resonanzspektra des Joddampfes bei hohen Temperaturen, 1932. (als Ernst Hirschlaff)
- Fluorescene & Phosphorescence, 1938.
- The Language of Modern Physics, 1956.
- The Origins of Science, 1962.
- The Concepts of Physics, 1967.